# Zakliczyn
Zakliczyn là một thị trấn thuộc huyện Tarnowski, tỉnh Małopolskie ở nam Ba Lan. Thị trấn có diện tích 4 km². Đến ngày 1 tháng 1 năm 2011, dân số của thị trấn là 1541 người và mật độ 383 người/km².